# Василенко, Анна Викторовна
Анна Викторовна Василенко (укр. Ганна Вікторівна Василенко; род. 21 февраля 1986) — украинская спортсменка (вольная борьба).

## Биография
Анна Василенко родилась 21 февраля 1986 года в селе под Мариуполем.
В школе занималась бегом и баскетболом. На районных соревнованиях по легкой атлетике её заметил тренер из спортинтерната и она полтора года занималась легкой атлетикой. Но ушла на борцовский ковер.
Сначала тренировалась в Анатолия Александровича Михальченко; затем — у Игната Георгиевича Грека и Беслана Усмановича Туштарова.
В 2007 году на турнире «Черное море» в Одессе была приглашена в Одесский университет МВД, стала курсантом.